# Cobla per la Independència

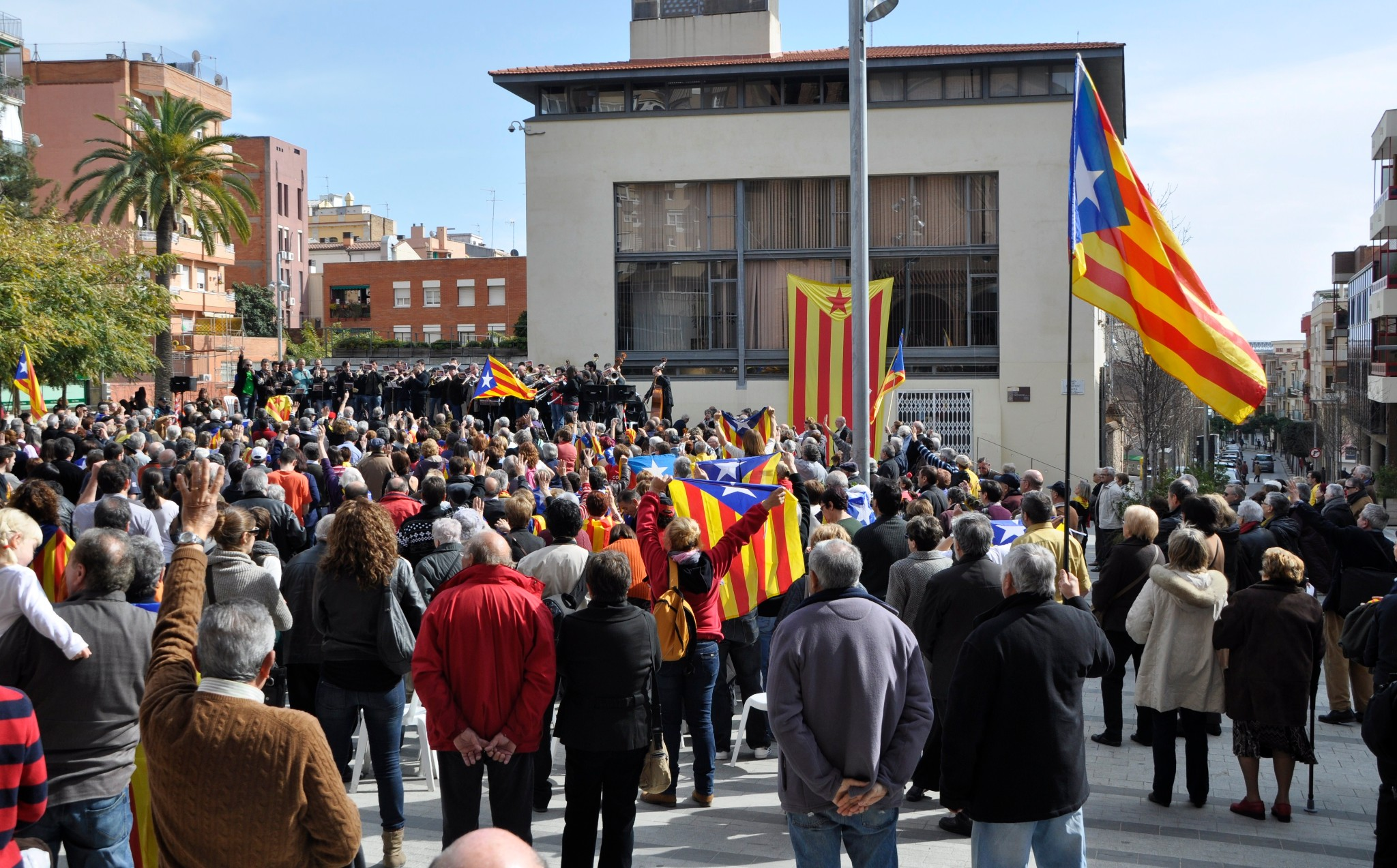
La formació interpreta Els Segadors a Cornellà de Llobregat el dia de la presentació de la sectorial Sardanes per la Independència

La Cobla per la Independència és una formació instrumental que s'inscriu dins de la sectorial Sardanes per la Independència de l'Assemblea Nacional Catalana.
Va fer la primera actuació Pocs dies abans de la gran manifestació de l'11 de setembre de 2012 a Barcelona el 25 l'agost de 2012 a Montserrat, en el marc de les Marxes cap a la Independència organitzades per l'ANC. En constituir-se la sectorial Sardanes per la Independència, el novembre de 2012, la Cobla per la Independència va passar a ser-ne el braç musical.
La cobla no és una formació estable. Els músics hi actuen puntualment i de manera voluntària. La majoria són membres de les cobles d'arreu de Catalunya, o bé estudiants d'escoles de música i conservatoris. També hi han participat músics del País Valencià. El nombre de músics ha oscil·lat entre els 11 mínims d'una cobla de sardanes als 150 que es van reunir al Concert per la Llibertat del Camp Nou.